# IC 2871
IC 2871 је спирална галаксија у сазвјежђу Лав која се налази на листи објеката дубоког неба у Индекс каталогу.
Деклинација објекта је + 8° 36' 9" а ректасцензија 11h 29m 20,6s. Привидна величина (магнитуда) објекта IC 2871 износи 14,3 а фотографска магнитуда 15,3. IC 2871 је још познат и под ознакама MCG 2-29-37, CGCG 67-90, PGC 35388.